# Alexander Büttner
Alexander Buttner (phát âm là [ɑlɛksɑndər bʏtnər]; sinh ngày 11 tháng 2 năm 1989) là một cầu thủ người Hà Lan đang chơi cho câu lạc bộ nước Nga Dinamo Moskva. Anh chơi ở vị trí hậu vệ trái, nhưng cũng có thể chơi như một tiền vệ trái. Sinh ra tại Doetinchem, anh bắt đầu sự nghiệp của mình với câu lạc bộ địa phương VV Doetinchem, nhưng mất nhiều năm của mình với Ajax trước khi gia nhập Vitesse năm 2005 ở tuổi 16. Anh đã thi đấu chuyên nghiệp cho Vitesse trong năm 2008 và đã trải qua hai năm ở đó trước khi ký hợp đồng với Dynamo Moscow vào năm 2014.

## Sự nghiệp tại CLB

### Vitesse
Bàn thắng đầu tiên của anh được ghi trong trận gặp FC Volendam mùa giả 2007-2008,Vitesse đã giành chiến thắng với tỉ sô 3-1.
6 tháng 7 năm 2012,Vitesse đã đồng ý chuyển nhựơng Büttner đến Southampton,nhưng sau đó đã bị hoãn lại

### Manchester United
21 tháng 8 năm 2012,Büttner đã ký bản hợp đồng 5 năm với Manchester United,anh đã được trao cho áo sô 28. Büttner có trận đấu ra mắt đầu tiên vào 15 tháng 10,anh kiến tạo trong bàn thắng thứ 2 và ghi bàn thắng thứ 3,trong trận thắng 4-0 trước Wigan Athletic,sau đo nh được bầu chọn là cầu thủ xuất sắc nhất trận đấu.23 tháng 11 năm 2013,anh có trận đấu đầu tiên tại UEFA Champions League,trong trân thắng 3-2 trước Braga..5 tháng 1 năm 2013,trận đấu đầu tiên của anh tại cúp FA,trong trận hòa 2-2 trước West Ham United.Anh có danh hiệu đầu tiên khi cùng Manchester United vô địch Premier League mùa giải 2012-2013.Anh đã ghi bàn trong trận cuối cùng của mùa giải trong trận hòa 5-5 trước West Bromwich Albion.

## Sự nghiệp quốc tế
Büttner đã từng thi đấu cho đội tuyển U20 và U21 Hà Lan.
Ngày 7 tháng 5 năm 2012,anh được HLV Bert van Marwijk đội tuyển Hà Lan điền tên trong danh sách tạm thời tham dự UEFA Euro 2012

## Thống kê sự nghiệp
Tính đến ngày 6 tháng 5 năm 2014
| CLB               | Mùa giải | League | League | Cup  | Cup | League Cup | League Cup | Europe | Europe | Khác | Khác | Tổng | Tổng |
| CLB               | Mùa giải | Trận   | Bàn    | Trận | Bàn | Trận       | Bàn        | Trận   | Bàn    | Trận | Bàn  | Trận | Bàn  |
| ----------------- | -------- | ------ | ------ | ---- | --- | ---------- | ---------- | ------ | ------ | ---- | ---- | ---- | ---- |
| Vitesse           | 2007–08  | 1      | 0      | 0    | 0   | –          | –          | –      | –      | –    | –    | 1    | 0    |
| Vitesse           | 2008–09  | 23     | 3      | 2    | 0   | –          | –          | –      | –      | –    | –    | 25   | 3    |
| Vitesse           | 2009–10  | 27     | 2      | 2    | 0   | –          | –          | –      | –      | –    | –    | 29   | 2    |
| Vitesse           | 2010–11  | 24     | 0      | 1    | 0   | –          | –          | –      | –      | –    | –    | 25   | 0    |
| Vitesse           | 2011–12  | 32     | 5      | 4    | 0   | –          | –          | –      | –      | 3    | 0    | 39   | 5    |
| Vitesse           | Tổng     | 107    | 10     | 9    | 0   | –          | –          | –      | –      | 3    | 0    | 119  | 10   |
| Manchester United | 2012–13  | 5      | 2      | 3    | 0   | 2          | 0          | 3      | 0      | –    | –    | 13   | 2    |
| Manchester United | 2013–14  | 8      | 0      | 1    | 0   | 3          | 0          | 3      | 0      | 0    | 0    | 15   | 0    |
| Manchester United | Tổng     | 13     | 2      | 4    | 0   | 5          | 0          | 6      | 0      | 0    | 0    | 28   | 2    |
| Tổng              | Tổng     | 120    | 12     | 14   | 0   | 5          | 0          | 6      | 0      | 3    | 0    | 147  | 12   |

## Danh hiệu

### CLB
Manchester United
- Premier League: 2012–13 (special dispensation)